# Lacul Atanasovsko
Lacul Atanasovsko (în bulgară Атанасовско езеро) este un lac în Bulgaria.